# Afàsia progressiva primària
L'afàsia progressiva primària (APP) és un tipus de síndrome neurològica en què les capacitats del llenguatge es deterioren lentament i progressivament. Com passa amb altres tipus d'afàsia, els símptomes que acompanyen l'APP depenen de quines parts de l'hemisferi esquerre es vegin danyades significativament. No obstant això, a diferència de la majoria d'altres afàsies, l'APP és el resultat d'un deteriorament continu del teixit cerebral, que fa que els primers símptomes siguin molt menys perjudicials que els símptomes posteriors. Els que tenen APP perden lentament la capacitat de parlar, escriure, llegir i comprendre generalment el llenguatge. Finalment, gairebé tots els pacients es perden la capacitat de parlar i la capacitat d'entendre tant el llenguatge escrit com el parlat. Tot i que es va descriure per primera vegada com un únic deteriorament de les capacitats del llenguatge mentre que les altres funcions mentals romanen intactes, ara es reconeix que molts, si no la majoria dels afectats pateixen deteriorament de la memòria, formació de memòria a curt termini i pèrdua de funcions executives. M.-Marsel Mesulam la va descriure per primera vegada com una síndrome diferent el 1982. Les afàsies progressives primàries tenen una superposició clínica i patològica amb l'espectre de trastorns de la degeneració lobar frontotemporal (DLFT) i la malaltia d'Alzheimer. Tanmateix, l'APP no es considera sinònim de la malaltia d'Alzheimer pel fet que, a diferència dels afectats per la malaltia d'Alzheimer, els que tenen APP solen mantenir la capacitat de tenir cura de si mateixos, seguir treballant i perseguir interessos i aficions. A més, en malalties com l'Alzheimer, la malaltia de Pick i la malaltia de Creutzfeldt-Jakob, el deteriorament progressiu de la comprensió i la producció del llenguatge és només un dels molts tipus possibles de deteriorament mental, com la disminució progressiva de la memòria, les habilitats motores, el raonament, la consciència i les habilitats visoespacials.